# 真さんのいよ!AM-igo
『真さんのいよ!AM-igo』（しんさんのいよアミーゴ）は、1998年4月から2011年4月1日まで放送された南海放送の大型ワイド番組。メインパーソナリティは「小林真三の見たまんまテレビ」などでもおなじみの小林真三。「真さん」とは小林の愛称。キャッチコピーは「金曜日はスマイルフライデー♪」。
番組タイトルには、愛媛県の旧称「伊予」がかけられている。

## 放送時間
- 毎週金曜日　6:55 - 16:50

平日の朝ワイド「JOAF!らくさぶろうのモーニングおん!」・昼ワイド「RNBクイズショー「ザ・INAZO」」・昼下がりワイド「PALPALワイド 本気（マジ）?ラジ!」の金曜日版位置づけがあるため、スポンサードコーナーを中心に共通コーナーが存在する。
途中、月 - 金ベルト編成の番組があるため、番組自体は全国的にも例を見ない10時間の長丁場ではあるものの、3部に分割されている。
放送終了後、第1部枠には第1部パートナーの作道泰子がプレゼンターのモーニングおん!フライデーがスタート。小林は、第2部第3部に当たる12:00から16:50までのそれゆけ!真ちゃん!!を担当することになった。

## タイムテーブル
| 時刻                                                                                            | コーナー                                                 | 備考                                                   |
| ----------------------------------------------------------------------------------------------- | -------------------------------------------------------- | ------------------------------------------------------ |
| 06:55 - 11:05（第1部） 月 - 木の「モーニングおん!」に当たる枠。コーナーの「※」は月 - 木と同一。 |                                                          |                                                        |
| 06:55                                                                                           | オープニング                                             |                                                        |
| 07:00                                                                                           | ※歌のない歌謡曲                                          | JRN系企画ネット番組                                    |
| 07:14                                                                                           | 真さんの朝一番ネタコーナー                               |                                                        |
| 07:18                                                                                           | ※情報宝島                                                | NRN系スポンサードネット                                |
| 07:23                                                                                           |                                                          |                                                        |
| 07:30                                                                                           | ※愛媛新聞ニュース                                        |                                                        |
| 07:34                                                                                           | ※JFマリンバンク海の天気予報                              | NRN系企画ネット番組                                    |
| 07:49                                                                                           | ※レースガイド                                            |                                                        |
| 07:51                                                                                           | ※交通情報                                                |                                                        |
| 07:55                                                                                           | ※愛媛新聞ニュース                                        |                                                        |
| 08:00                                                                                           | ※日本全国8時です                                         | TBS発JRN系全国スポンサードネット番組                   |
| 08:15                                                                                           | ※交通情報+1                                              |                                                        |
| 08:26                                                                                           | 今朝の見出しニュース                                     |                                                        |
| 08:30                                                                                           | ※愛媛新聞ニュース                                        |                                                        |
| 08:35                                                                                           | ※武田鉄矢・今朝の三枚おろし                              | QR発NRN系スポンサードネット番組                        |
| 08:45                                                                                           | ※スズキ・ハッピーモーニング 鈴木杏樹のいってらっしゃい   | LF発NRN系スポンサードネット番組                        |
| 08:50                                                                                           | ※ラジオ瓦版                                              |                                                        |
| 08:55                                                                                           | ※愛媛新聞ニュース                                        |                                                        |
| 09:05                                                                                           | ※交通情報                                                |                                                        |
| 09:15                                                                                           | おもしろSHOP情報                                         | 第2・第4金曜日に放送                                   |
| 09:20                                                                                           | ラジオ水族館                                             |                                                        |
| 09:35                                                                                           | 「愛媛マンダリンパイレーツ マンパイ ヴィクトリーロード」 |                                                        |
| 09:40                                                                                           | アミーゴワイドショー                                     |                                                        |
| 09:55                                                                                           | ※愛媛新聞ニュース                                        |                                                        |
| 10:00                                                                                           | 夏井いつきの一句一憂                                     |                                                        |
| 10:15                                                                                           | がんばれ演歌                                             |                                                        |
| 10:20                                                                                           | 作道泰子のシネマ情報                                     |                                                        |
| 10:30                                                                                           | 泰子の夢中空間                                           |                                                        |
| 10:45                                                                                           | 今朝の朝食は!? “朝食”ちゃんと食べてる                    |                                                        |
| 10:50                                                                                           | はぴねすくらぶ ラジオショッピング                        |                                                        |
| 10:55                                                                                           | ※愛媛新聞ニュース                                        |                                                        |
| 11:00                                                                                           | ランチリクエスト                                         | NRN系企画ネット番組                                    |
| 11:05                                                                                           | 第1部エンディング                                        |                                                        |
| 11:10 - 12:00 月 - 金ベルト箱番組ゾーン①                                                        |                                                          |                                                        |
| 11:10                                                                                           | テレフォン人生相談                                       | LF発NRN系ネット番組                                    |
| 11:30                                                                                           | 愛媛新聞ニュース                                         |                                                        |
| 11:35                                                                                           | 純喫茶・谷村新司                                         | QR発NRN系ネット番組                                    |
| 11:45                                                                                           | 奥道後ウィークリー                                       |                                                        |
| 11:50                                                                                           | 心にプラスワン                                           |                                                        |
| 11:55                                                                                           | 愛媛新聞ニュース                                         |                                                        |
| 12:00 - 13:00（第2部） 月 - 木の「ザ・INAZO」に当たる枠。コーナーの「※」は月 - 木と同一。       |                                                          |                                                        |
| 12:00                                                                                           | 第2部オープニング                                        |                                                        |
| 12:15                                                                                           | ※ムーヴサウンドクルージング                              |                                                        |
| 12:20                                                                                           | スクラップSPORTS・PM                                     |                                                        |
| 12:25                                                                                           | 2段熟カレー企画                                          |                                                        |
| 12:30                                                                                           | 芸能人は“歯”が命                                         |                                                        |
| 12:35                                                                                           | ※子どもの詩 小さなひとみ                                 |                                                        |
| 12:40                                                                                           | なるほど!THE カンポウ                                    |                                                        |
| 12:55                                                                                           | ※愛媛新聞ニュース                                        |                                                        |
| 13:00 - 13:35 月 - 金ベルト箱番組ゾーン②                                                        |                                                          |                                                        |
| 13:00                                                                                           | 1616カフェ                                               |                                                        |
| 13:15                                                                                           | 日本列島ほっと通信                                       | DJ：佐藤茜 TBS発JRN系スポンサードネット番組            |
| 13:25                                                                                           | 小沢昭一の小沢昭一的こころ                               | TBS発JRN系ネット番組                                   |
| 13:35 - 16:50（第3部） 月 - 木の「本気?ラジ!」に当たる枠。コーナーの「※」は月 - 木と同一。      |                                                          |                                                        |
| 13:35                                                                                           | 第3部オープニング                                        |                                                        |
| 13:50                                                                                           | ※鈴木亨のナイスショット                                  |                                                        |
| 13:55                                                                                           | ※愛媛新聞ニュース                                        |                                                        |
| 14:00                                                                                           | ※ラジオ瓦版                                              |                                                        |
| 14:05                                                                                           | ※メディアHOT & NOW                                       |                                                        |
| 14:25                                                                                           | 親守歌を歌おう!!〜歌って出来る親孝行〜                   |                                                        |
| 14:30                                                                                           | トラ・トラ・トラ〜タイガース応援団〜                     |                                                        |
| 14:55                                                                                           | ※愛媛新聞ニュース                                        |                                                        |
| 15:00                                                                                           | ※ドライバーズ・リクエスト                                | DJ：小島慶子&帆足由美 TBS発JRN系スポンサードネット番組 |
| 15:10                                                                                           | ※歌謡トピックス                                          |                                                        |
| 15:20                                                                                           | トヨタ街角ステーション                                   | NRN系企画ネット番組                                    |
| 15:35                                                                                           | ※ミュージックスクランブル                                | DJ：山本剛士 LF発NRN系ネット番組                       |
| 15:50                                                                                           | 真さんのPinky Promise〜約束しょう〜                      |                                                        |
| 15:55                                                                                           | ※愛媛新聞ニュース                                        |                                                        |
| 16:00                                                                                           | 宇都宮さだしの幸せの方程式                               |                                                        |
| 16:15                                                                                           | つりてん                                                 |                                                        |
| 16:20                                                                                           | ※交通情報                                                |                                                        |
| 16:25                                                                                           | ペンを持った子供たち                                     |                                                        |
| 16:30                                                                                           | ※愛媛新聞ニュース                                        |                                                        |
| 16:35                                                                                           | ※どうですか歌謡曲                                        | DJ：新保友映 LF発NRN系ネット番組                       |
| 16:45                                                                                           | 第3部エンディング                                        |                                                        |

## 番組パーソナリティ
- 小林真三 - メインパーソナリティ
- 作道泰子 - 第1部に出演。元〝キャピイ〟レポーター。RNBコーポレーション所属。なお、「泰子」は「たいこ」と読む。
- 高木春菜 - 第2部・第3部に出演。南海放送アナウンサー。